# Brisbane (Califórnia)
Brisbane é uma pequena cidade localizada no estado americano da Califórnia, na parte norte do Condado de San Mateo, nas encostas mais baixas da montanha de San Bruno. Situa-se na fronteira sul de São Francisco, no extremo nordeste de South San Francisco, próximo à Baía de São Francisco e próximo do Aeroporto Internacional de São Francisco. Foi incorporada em 1961. Possui quase 5 mil habitantes, de acordo com o censo nacional de 2020.
A cidade é chamada de "The City of Stars" ("A Cidade das Estrelas") por causa de uma tradição estabelecida há mais de 69 anos. No início da temporada de Natal/Hanukkah, muitos moradores e empresários colocam estrelas grandes e iluminadas, algumas com 3 metros ou mais de diâmetro, nas encostas de casas e escritórios de Brisbane. Muitas das estrelas são mantidas durante todo o ano.

## Geografia
De acordo com o Departamento do Censo dos Estados Unidos, a cidade tem uma área de 51,7 km², dos quais 7,7 km² estão cobertos por terra e 44 km² (85,0%) por água.

### Localidades na vizinhança
O diagrama seguinte representa as localidades num raio de 16 km ao redor de Brisbane. 

## Demografia
Desde 1970, o crescimento populacional médio, a cada dez anos, é de 10,5%.

### Censo 2020
De acordo com o censo nacional de 2020, a sua população é de 4 851 habitantes e sua densidade populacional de 627,4 hab/km². Seu crescimento populacional na última década foi de 13,3%, bem acima do crescimento estadual de 6,1%. É a 18ª cidade mais populosa do condado de San Mateo.
Possui 2 052 residências que resulta em uma densidade de 265,4 residências/km² e um aumento de 6,1% em relação ao censo anterior. Deste total, 4,7% das unidades habitacionais estão desocupadas. A média de ocupação é de 2,5 pessoas por residência.
A renda familiar média é de 112 016 dólares e a taxa de emprego é de 67,8%.

### Censo 2010
Segundo o censo nacional de 2010, a sua população era de 4 282 habitantes e sua densidade populacional de 533,3 hab/km². Possuía 1 934 residências que resultava em uma densidade de 240,9 residências/km².

## Marco histórico
Brisbane possui apenas uma entrada no Registro Nacional de Lugares Históricos, o Southern Pacific Railroad Bayshore Roundhouse, designado em 26 de março de 2010.